# Kanton Athis-Mons
Canton d'Athis-Mons je francouzský kanton v departementu Essonne v regionu Île-de-France. Vznikl 20. července 1967.

## Složení kantonu
| Obec                | Počet obyvatel (2007) | PSČ   | INSEE       |
| ------------------- | --------------------- | ----- | ----------- |
| Athis-Mons          | 30 462                | 91200 | 91 3 02 027 |
| Paray-Vieille-Poste | 7 179                 | 91550 | 91 3 02 479 |